# St. Jakob-Park
Der St. Jakob-Park (lokal «Joggeli» [ˈjɔɡːəlɪ] genannt) ist das grösste Fussballstadion der Schweiz und Heimstätte des FC Basel. Hier fanden sechs Spiele der Fussball-Europameisterschaft 2008 statt. Das Stadion verfügt über eine Kapazität von 38'512 Zuschauern. Es ist ein UEFA-Stadion der Kategorie 4, der höchsten Klassifikation des Europäischen Fussballverbandes.

## Name
Der Name St. Jakob hat seinen Ursprung in der mittelalterlichen Siedlung St. Jakob an der Birs, deren Anfänge bis ins 11. Jahrhundert nachgewiesen werden können. Joggeli ist die baseldeutsche Dialektform von Jakob im Diminutiv.

## Lage
Der St. Jakob-Park befindet sich im Osten der Stadt Basel, am südöstlichsten Punkt des Quartiers St. Alban. Das Stadion liegt unmittelbar an der Kantonsgrenze zum Kanton Basel-Landschaft. Im Osten grenzt das Areal an die Gemeinde Muttenz, im Süden an Münchenstein. Die Grenzen bilden dabei die Mitte der Birs, respektive die angrenzende St. Jakobs-Strasse.
Der St. Jakob-Park ist zudem Teil des Sportzentrums St. Jakob, zu welchem zahlreiche Sportplätze gehören und auf dessen Gebiet sich ausserdem die St. Jakobshalle und die St. Jakob-Arena befinden.

## Anbindung an den Verkehr

### Individualverkehr
Der St. Jakob-Park liegt an der Ausfahrt Basel-St. Jakob der Autobahn A2, die nördlich vom Stadion verläuft, und ist damit an das nationale und internationale Strassennetz angebunden. Zudem existiert eine gleichnamige Ausfahrt der Autostrasse H18 im Südosten.
Die südlich angrenzende St. Jakobs-Strasse führt im Osten nach Muttenz und im Westen in Richtung Innenstadt. Im Süden führt die westlich des Stadions verlaufende Brüglingerstrasse ins Industriegebiet Dreispitz und zum Güterbahnhof Wolf. Dieselbe Strasse führt im Norden ins Gebiet Lehenmatt des Quartiers Breite. Östlich des Stadions führt die Birsstrasse von der St. Jakobs-Strasse nach Norden ebenfalls in Richtung Lehenmatt.

### Öffentlicher Verkehr
Das Stadion ist durch eine eigene Haltestelle, den Bahnhof Basel St. Jakob an der Hauensteinstrecke, an das Schweizer Eisenbahnnetz angeschlossen. Die eingleisige Station besitzt einen Bahnsteig und wird ausschliesslich an Anlässen befahren. Im Regelverkehr wird sie nicht bedient und bildet damit auch keinen Bestandteil der S-Bahn Basel.
Der Joggeli-Shuttle verkehrt bei Fussballspielen des FC Basel ab Bahnhof SBB, seltener halten auch Extrazüge der Gästefans.
Die beiden Nahverkehrsunternehmen Basler Verkehrs-Betriebe (BVB) und Baselland Transport AG (BLT) bedienen den St. Jakob-Park mit Tram und Bus. Die Linie 14 der Basler Strassenbahn, betrieben durch die BVB, bedient das Stadion mit der Station St. Jakob. Bis 2009 existierte zudem in kurzer Distanz die Station Schänzli, diese wurde aufgehoben.
Die Linie 14 verbindet das Stadion einerseits mit den Gemeinden Muttenz und Pratteln, andererseits mit der Basler Innenstadt.
Die Buslinien 36 (BVB) und 37 (BLT) bedienen das Stadion ebenfalls und ermöglichen Verbindungen in Richtung Dreispitz, das Gebiet Bruderholz, Bottmingen, zahlreiche Basler Quartiere, sowie an den Badischen Bahnhof.
Bei Grossveranstaltungen setzen sowohl die BVB wie auch die BLT zusätzlich ausserfahrplanmässige Tram- und Buskurse ein, um den Zuschauertransport bewältigen zu können.

## Allgemeine Informationen

### Management
Der gesamte St. Jakob-Park wird vom FC Basel 1893 geführt und koordiniert.

### Zuschauerkapazität

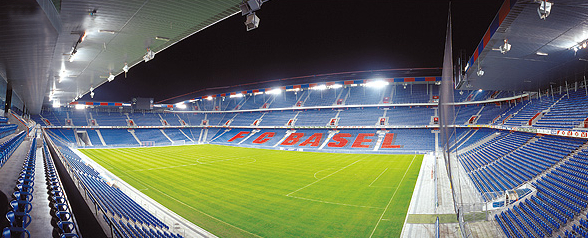
Der St. Jakob-Park Basel war einer der acht Austragungsorte der EM 2008 Schweiz/Österreich.

Das von den Architekten Herzog & de Meuron von 1999 bis 2001 erbaute Stadion hatte bei seiner Eröffnung ein Fassungsvermögen von 31'539 Sitzplätzen (mit Steh- anstelle Sitzplätzen in der «Muttenzerkurve»: 33'433). Für die Fussball-Europameisterschaft 2008 wurde das Stadion in den Jahren 2006 und 2007 ausgebaut. Es entstand ein dritter Rang (Galerie, Sektor G) über dem bestehenden Sektor C. Dank dieser Erweiterung liegt die heutige Kapazität bei 38'512 Sitzplätzen. Für die Europameisterschaft wurden hinter den letzten Reihen des ersten und zweiten Rangs zusätzliche Sitze montiert, um eine höhere Kapazität zu erreichen. Somit konnten 39'730 Zuschauer die sechs EM-Spiele in Basel verfolgen.

### Spezielles
Aussergewöhnlich ist, dass die Haupttribüne (Sektor A) durch kein Hindernis vom Spielfeld getrennt ist. In den anderen Sektoren trennt jeweils eine Werbebande und ein etwa einen Meter hoher Zaun die Zuschauer vom Spielfeld. Einzig vor der «Muttenzerkurve» (Sektor D) und dem Gästesektor wurden nach den Ausschreitungen vom 13. Mai 2006 ein hoher Zaun montiert. Zudem befindet sich hinter den beiden Toren jeweils ein Netz, das Gegenstände abfängt, die in Richtung Spielfeld geworfen werden.
Ebenfalls aussergewöhnlich ist die Beleuchtung der neuen Galerie. Das gleiche Prinzip ist später auch bei der Münchner Allianz Arena verbaut worden, welches vom selben Architekten-Duo (Herzog & de Meuron aus Basel) geplant wurde, da es auch hier möglich ist, die Beleuchtung der jeweiligen Veranstaltungen anzupassen. So erstrahlt bei Heimspielen des FC Basel die Galerie in den Vereinsfarben Rot und Blau. Spielt hingegen die Schweizer Fussballnationalmannschaft im Joggeli, ist die Galerie nahezu vollständig in Rot mit grossem Schweizerkreuz beleuchtet.

### Weitere Infrastruktur im und am St. Jakob-Park
Im St. Jakob-Park befindet sich des Weiteren ein grosses Shopping-Center, welches neben Detailhandelsriesen wie H&M, Ochsner-Sport und C&A auch Filialen von Kleidermarken, Schmuckgeschäfte, mehrere Restaurants und Cafés wie auch Filialen mehrerer Telefon- und Internetanbieter beherbergt. Zudem ist im St. Jakob-Park das FCB-Museum.
An der Südseite des Stadions direkt anschließend befindet sich ein langgestrecktes Wohngebäude mit der Seniorenresidenz «Tertianum». Im Osten des Stadions steht der St. Jakob-Turm, ein 71 m hohes Wohn- und Bürohochhaus, dessen Form an ein Bergkristall angelehnt ist.

## Geschichte

### Stadion von 1954

Luftaufnahme des Einweihungsspiels Schweiz–Deutschland (3:5) am 25. April 1954

Bereits 1919 forderten Sportler einen städtischen «Zentralsportplatz», weil die durch den Ersten Weltkrieg ausgelöste Pflanzgartenvermehrung in Basel zu einer eigentlichen «Sportplatznot» geführt hatte. 1930 wurde die Stadt aktiv und kaufte der Christoph-Merian-Stiftung in der Brüglinger Ebene ein Areal von 307'000 Quadratmetern ab, um darauf mehrere Sport-, Spiel- und Festwiesen einzurichten. Auch der Bau eines grossen Fussballstadions (damaliger Sprachgebrauch: «Kampfstadion») war vorgesehen, um der zunehmenden Popularität dieses Sports gerecht zu werden. Dieses sollte aber auf einem angrenzenden Areal nördlich der St. Jakobs-Strasse zu stehen kommen, denn entlang dieser verläuft die Kantonsgrenze, und die erwarteten steuerpflichtigen Umsätze sollten auf baselstädtischem Gebiet anfallen.
Die Arbeiten begannen 1937 und wurden aus dem Fonds des Basler Arbeitsrappens finanziert. Nach dem Ausbruch des Zweiten Weltkriegs wurden die Arbeiten am Stadion zuerst reduziert und nach der Einführung der Zementrationierung von 1942 schliesslich ganz gestoppt. Zu diesem Zeitpunkt war das Areal des geplanten Stadions planiert und der Erdwall für die Stehrampen aufgeschüttet, aber ausser dem Westtor waren noch keine Bauten errichtet worden. Das Material zur Aufschüttung des Spielfelds und der Zuschauerrampen stammte vom Aushub des Hafenbeckens 2, einem gleichzeitig durchgeführten anderen Arbeitsrappen-Projekt.
Nach dem Krieg wurden die Arbeiten am Stadion vorerst nicht wieder aufgenommen. Erst als die FIFA 1948 die Weltmeisterschaft von 1954 in die Schweiz vergab, kam wieder Bewegung in die Sache. Der Grosse Rat (das Basler Kantonsparlament) bestätigte seinen Entscheid von 1937. Gegen diesen Kreditbeschluss wurde das Referendum ergriffen, und am 22./23. November 1952 wurde der Stadionbau an der Urne knapp abgelehnt.
Daraufhin beschloss ein kleiner Kreis um den Direktor der Sport-Toto-Gesellschaft Ernst Thommen, zu versuchen, das Stadion nun auf privater Basis zu bauen, und gründete dazu die «Genossenschaft Fussballstadion St. Jakob». Durch einen Kredit der Sport-Toto-Gesellschaft über 1,5 Millionen Franken wurde die Finanzierung gesichert. Die Behörden unterstützten das Projekt, so dass bereits am 2. Juni 1953 der Baurechtsvertrag mit der Stadt Basel unterschrieben und mit den Bauarbeiten begonnen werden konnte. Am 25. April 1954, nach weniger als einem Jahr Bauzeit und zwei Monate vor der Weltmeisterschaft, wurde das Stadion mit einem Länderspiel Schweiz–Deutschland (3:5) eingeweiht. Die letztendlichen Baukosten beliefen sich auf 3 Millionen Franken. Das Stadion war für 56'000 Zuschauer ausgelegt (8200 Sitzplätze und 47'800 Stehplätze, wobei die Zahl der Stehplätze naturgemäss nicht fest war und in der Folge auch ein paarmal überschritten wurde).
Im Rahmen der Weltmeisterschaft vom 17. bis am 30. Juni 1954 fanden in Basel sechs Spiele statt, die von insgesamt 242'000 Zuschauern besucht wurden. Trotz der sehr engen Zeitrahmens für den Bau offenbarte das Stadion keine gravierenden Mängel, und die moderne Anlage wurde allenthalben gelobt.
| Datum         | Runde                        | Heim        | Gast        | Ergebnis             |
| ------------- | ---------------------------- | ----------- | ----------- | -------------------- |
| 17. Juni 1954 | Gruppe 4                     | England     | Belgien     | 4:4 n. V. (3:3, 2:1) |
| 19. Juni 1954 | Gruppe 3                     | Uruguay     | Schottland  | 7:0 (2:0)            |
| 20. Juni 1954 | Gruppe 2                     | Ungarn      | Deutschland | 8:3 (3:1)            |
| 23. Juni 1954 | Gruppe 4, Entscheidungsspiel | Italien     | Schweiz     | 1:4 (0:1)            |
| 26. Juni 1954 | Viertelfinal                 | England     | Uruguay     | 2:4 (1:2)            |
| 30. Juni 1954 | Halbfinal                    | Deutschland | Österreich  | 6:1 (1:0)            |

Nach der Weltmeisterschaft trat dann ein, was die Skeptiker befürchtet hatten: Das Stadion versank in Tristesse. Die Basler Fussballvereine zeigten kein Interesse und spielten weiterhin auf ihren angestammten Plätzen, die ihren Bedürfnissen vollauf genügten. So wurde das St. Jakob-Stadion das offizielle Heimstadion des Erstligavereins FC Concordia (und blieb das bis zum Abbruch Ende 1998). Ausser den Erstligaspielen des FC Concordia fanden von 1955 bis 1967 noch acht Länderspiele statt. Die für den Unterhalt des Stadions dringend benötigten Einnahmen generierte man mit fussballfremden Anlässen, diese reichten vom Windhundrennen über das Eidgenössische Turnfest (1959) bis zur Feldhandball-Weltmeisterschaft (1963).
1965 verpflichtete der FC Basel Helmut Benthaus als Spielertrainer. Darauf setzte ein sportlicher Aufstieg ein, der auch zu einem zunehmenden Publikumsinteresse führte. Der angestammte Landhof wurde für die Heimspiele des FC Basel bald zu klein, so dass dieser zuerst einige, ab 1967 dann alle seine Heimspiele im St. Jakob-Stadion durchführte. Sein letztes Spiel auf dem Landhof spielte der FC Basel im Herbst 1967 gegen Young Fellows Zürich (1:0). Der anhaltende Erfolg des FC Basel (u. a. 7 Meistertitel zwischen 1967 und 1980) führte in Basel zu einer Fussballeuphorie, die sich auch in den Finanzen der Stadiongenossenschaft niederschlug. So konnte das Stadion modernisiert und den gestiegenen Anforderungen und Vorschriften angepasst werden.
In den 1980er Jahren ging es mit dem FC Basel sportlich wieder abwärts, und 1988 stieg er in die Nationalliga B ab. Damit verbunden nahm das Publikumsinteresse wieder merklich ab, mit entsprechenden finanziellen Folgen. So mussten wieder andere Einnahmequellen erschlossen werden. Es war ein Glücksfall, dass zu dieser Zeit die Konzertagentur «Good News» einen Veranstaltungsort für ein Konzert der Rolling Stones suchte. Das Konzert fand am 15. Juli 1982 im St. Jakob-Stadion vor 54'000 Zuschauern statt, es war das erste Open-Air-Konzert dieser Grösse in der Schweiz. Weitere Grosskonzerte namhafter Weltstars folgten, insgesamt 35 bis 1996.

### Das neue Stadion von 2001

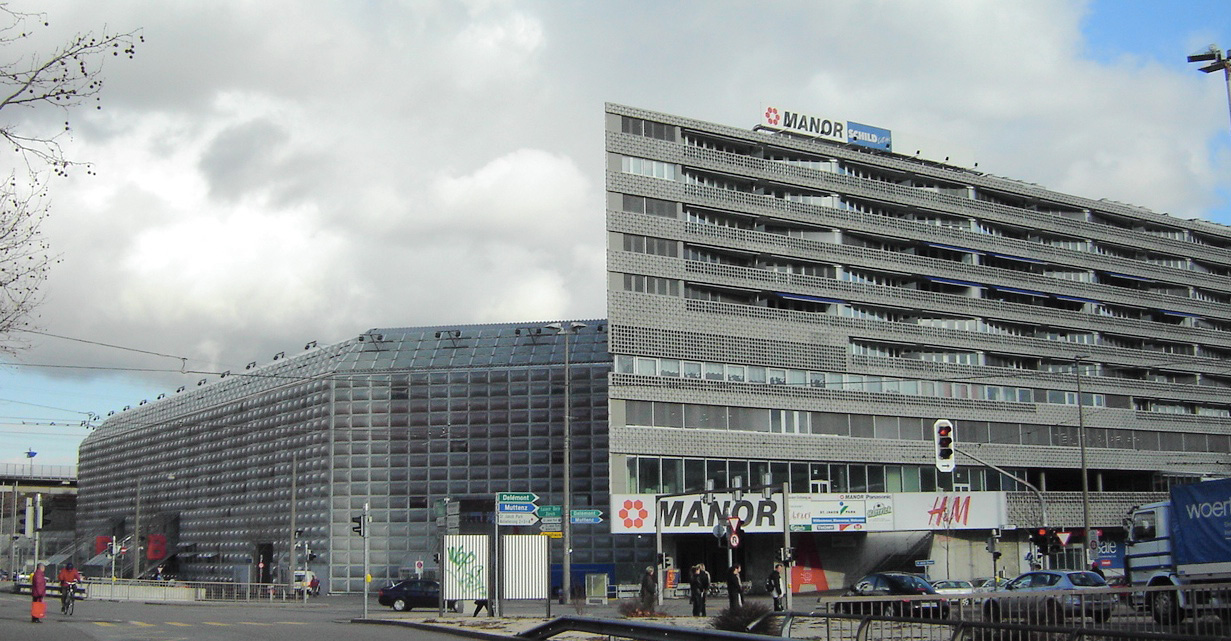
Aussenansicht des Stadions vor der Aufstockung der Nordtribüne

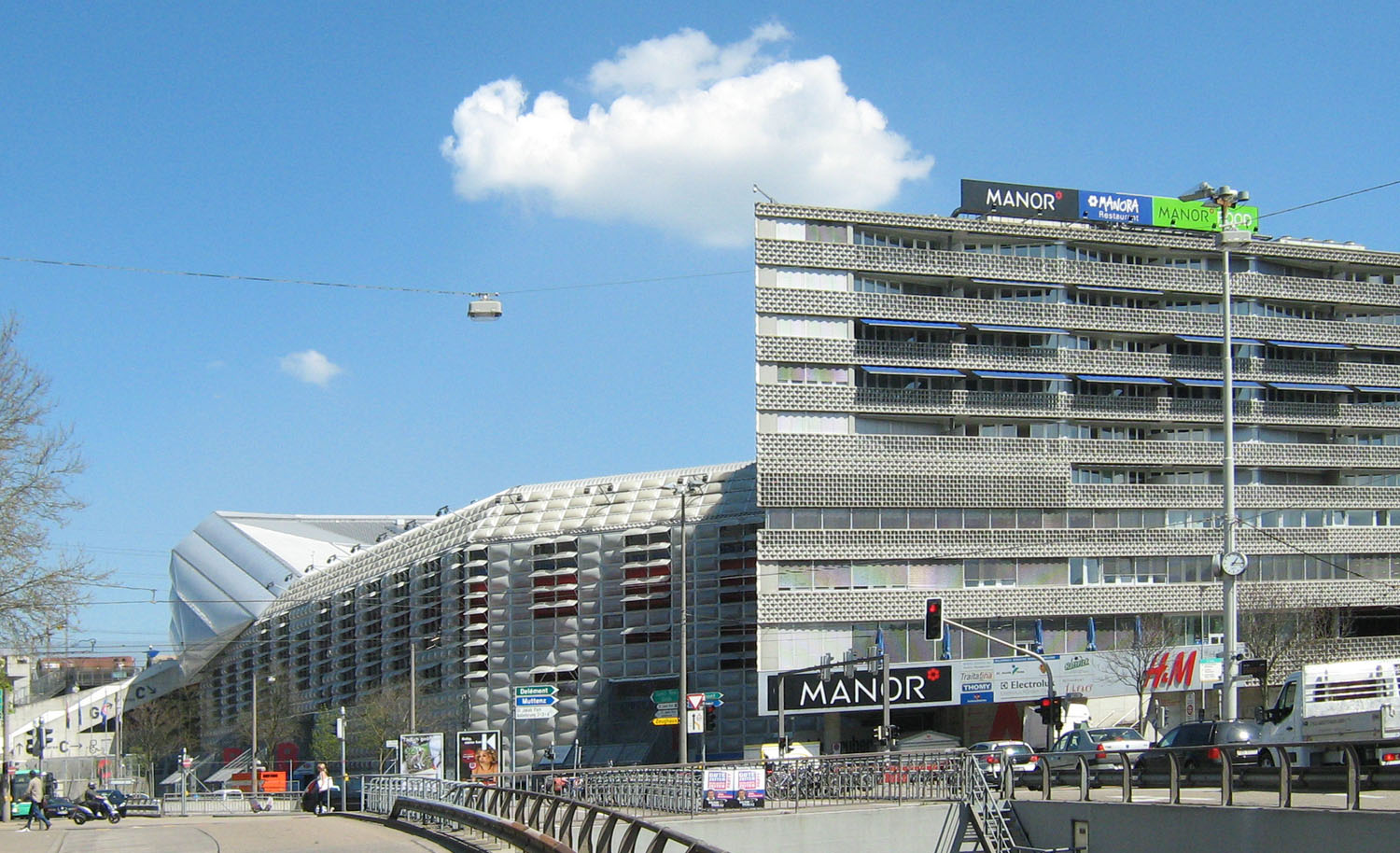
Aussenansicht des Stadions nach der Aufstockung der Nordtribüne

1987 begann man konkret darüber nachzudenken, das in die Jahre gekommene Stadion abzureissen und durch einen Neubau zu ersetzen. Man liess ein Projekt ausarbeiten, wobei neu auch eine fussballfremde kommerzielle «Mantelnutzung» der Nebenräume als finanzielles Standbein vorgesehen war. 1990 beschloss die Stadiongenossenschaft den Neubau, doch der Kanton verweigerte die Zonenplanänderung, da Kritik am konkreten Projekt geäussert wurde. Ein überarbeitetes Projekt erhielt 1994 die nötigen Bewilligungen, es wurde aber von der Stadiongenossenschaft zurückgezogen, da Zweifel an der Profitabilität aufkamen.
Dann offerierte ein Berner Generalunternehmer, zu einem Festpreis ein schlüsselfertiges Stadion zu errichten. Das Projekt sah nebst der mittlerweile unbestrittenen Mantelnutzung mit Büros und Einkaufsflächen als überraschendes neues Element auch eine Altersresidenz vor. Das Projekt überzeugte, und 1996 erteilte die Stadiongenossenschaft den Auftrag. Mit der Gestaltung des Projekts, das nun den Titel «St. Jakob-Park» trug, wurde das Architekturbüro Herzog & de Meuron beauftragt. Es sah 32'500 gedeckte Sitzplätze oder 38'500 Sitz- und Stehplätze vor.
Ende 1998 wurde das alte Stadion abgerissen, am 15. März 2001 wurde das neue Stadion mit dem Spiel Basel–Lausanne (0:0) eröffnet. Die offizielle Einweihungsfeier erfolgte am 7. September unter anderem mit einem Konzert von Bryan Adams und den Lovebugs. Der FC Basel führte während der Bauzeit seine Heimspiele im Stadion Schützenmatte durch.
Für das neue Stadion wurde auch die Stadionträgerschaft neu organisiert. Liegenschaftseigentümerin und verantwortlich für Verwaltung und Unterhalt ist weiterhin die Stadiongenossenschaft, die 2003 ihren Namen von «Genossenschaft Fussballstadion St. Jakob» zu «Genossenschaft Stadion St. Jakob-Park» änderte. Betrieben wird das Stadion durch die neugegründete «Basel United Stadion-Management AG». Am 28. September 2013 berichtete die Presse, dass der FC Basel die Aufgaben der «Basel United» übernimmt und letztere aufgelöst werden soll.
Für die Europameisterschaften wurde 2008 die Tribüne am Bahndamm von zwei auf drei Etagen aufgestockt. Während der Dauer der Meisterschaften wurde zusätzlich eine Sitzplatzverdichtung vorgenommen, so dass das Stadion in dieser Zeit 42'500 Zuschauer aufnehmen konnte (alles Sitzplätze). Heute (2013) fasst das Stadion bei Fussballspielen 38'107 Zuschauer (nur Sitzplätze) bzw. 39'107 Zuschauer (mit Sitz- und Stehplätzen, wovon 4843 Stehplätze), bei Konzerten fasst es 60'000 Zuschauer (Sitz- und Stehplätze).
Der St. Jakob-Park war Schauplatz des Finals der UEFA Europa League 2015/16. Diesen Final gewann der FC Sevilla gegen den FC Liverpool 3:1.

### Ortsnamen
Die aus Schwemmland der Birs bestehende Ebene am linken Birsufer südlich der St. Jakob-Strasse wird «Brüglinger Ebene» bezeichnet, benannt nach dem Landgut «Brüglingen», das aus einem alten Weiler hervorging. Im Jahr 1259 wird der damals im Besitz der Basler Dompropstei stehenden Brüglinger Weiler samt Mühle zum ersten Mal erwähnt. Heute befinden sich auf dieser Ebene Sportanlagen, ein Gartenbad und die «Meriangärten».
«St. Jakob» war der Name einer mittelalterlichen Quarantänesiedlung ausserhalb der Stadt Basel. Der Ort liegt an der nordwestlichen Ecke der Brüglinger Ebene, wird aber nicht mehr zu dieser gezählt. An dieser Stelle bestand spätestens seit dem 12. Jahrhundert ein Flussübergang über die Birs, vermutlich mit einem Zollhaus. Im 13. Jahrhundert verlegte das städtische Spital das «Siechenhaus» (die Pflegestation für Aussätzige, also für Leprakranke) vor die Stadt an diesen Ort. Der Name «St. Jakob an der Birs» ist seit 1418 belegt. Das Fussballstadion liegt direkt neben den erhaltenen Gebäuden der alten Siedlung.
Von den Baslern wird sowohl das Stadion als auch der Ort allgemein «Joggeli» genannt. «Joggi» ist der Basler Dialektausdruck für Jakob, «Joggeli» der Diminutiv.

## Besondere Ereignisse

### Ausschreitungen vom 13. Mai 2006
Am 13. Mai 2006 kam es im Rahmen des entscheidenden Meisterschaftsspiels zwischen dem FC Basel und dem FC Zürich zu erheblichen Ausschreitungen. Nachdem der Gegner aus Zürich in der Nachspielzeit das Siegtor erzielte und damit die Meisterschaft für sich entschied, lieferten sich Anhänger beider Vereine sowohl im als auch ausserhalb des Stadions schwere Auseinandersetzungen. Erst nach mehreren Stunden gelang es der Polizei, unter Einsatz von Gummischrot und Tränengas, die Situation unter Kontrolle zu bekommen.

### U-21-Fussball-Europameisterschaft 2002
Im Jahre 2002 war der St. Jakob-Park Hauptspielort der U-21 Europameisterschaft, die von Tschechien gewonnen wurde. Folgende Spiele fanden in Basel statt:
| Datum        | Runde      | Heim       | Gast       | Ergebnis             |
| ------------ | ---------- | ---------- | ---------- | -------------------- |
| 17. Mai 2002 | Vorrunde   | Italien    | Portugal   | 1:1 (0:0)            |
| 20. Mai 2002 | Vorrunde   | Italien    | England    | 2:1 (0:0)            |
| 22. Mai 2002 | Vorrunde   | Schweiz    | Italien    | 0:0                  |
| 25. Mai 2002 | Halbfinale | Frankreich | Schweiz    | 2:0 (0:0)            |
| 28. Mai 2002 | Finale     | Tschechien | Frankreich | 0:0 n. V., 3:1 i. E. |

### Fussball-Europameisterschaft 2008
Anlässlich der von der Schweiz und Österreich gemeinsam ausgerichteten EM 2008 war der St. Jakob-Park der Hauptaustragungsort der Schweiz. In ihm wurden das Eröffnungs- und zwei weitere Gruppenspiele (jeweils mit Beteiligung der Schweiz), zwei Viertelfinale und ein Halbfinal ausgetragen.
| Datum         | Runde        | Heim        | Gast        | Ergebnis             |
| ------------- | ------------ | ----------- | ----------- | -------------------- |
| 7. Juni 2008  | Vorrunde     | Schweiz     | Tschechien  | 0:1 (0:0)            |
| 11. Juni 2008 | Vorrunde     | Schweiz     | Türkei      | 1:2 (1:0)            |
| 15. Juni 2008 | Vorrunde     | Schweiz     | Portugal    | 2:0 (0:0)            |
| 19. Juni 2008 | Viertelfinal | Portugal    | Deutschland | 2:3 (1:2)            |
| 21. Juni 2008 | Viertelfinal | Niederlande | Russland    | 1:3 n. V. (1:1, 0:0) |
| 25. Juni 2008 | Halbfinal    | Deutschland | Türkei      | 3:2 (1:1)            |

### Eurovision Song Contest 2025
Während der Eurovision Song Contest 2025 in der benachbarten St. Jakobshalle vom 13. bis 17. Mai 2025 stattfand,  verfolgten das Finale am 17. Mai 36.000 Zuschauer im St. Jakob-Park über Videoleinwände beim größten Public Viewing Event in der ESC-Geschichte. Während des Finales wurde immer wieder in den St. Jakob-Park live geschaltet, zum Beispiel zur Verkündung der Schweizer Punktevergabe durch Sven Epiney und Mélanie Freymond.

## Konzerte
Während das alte St. Jakob-Stadion jährlich auch für grosse Musikaufführungen und Konzerte genutzt wurde, sind Open-Air-Konzerte im neuen St. Jakob-Park eher selten. Wegen der geringeren Zuschauerkapazität des neuen Stadions finden Konzerte meistens in Zürich oder im Berner Wankdorfstadion statt.
Im St. Jakob-Park oder im alten St. Jakob-Stadion waren unter anderen schon folgende Künstler zu Gast:
| - AC/DC (1991, 2001) - Bob Dylan (1984) - Bon Jovi (1995) - Bruce Springsteen (1988) - Bryan Adams (1994, 1996, 2001) - Dire Straits (1992) - Elton John & Eric Clapton (1992) - Eurythmics, Joe Cocker & Tina Turner (1987) - Genesis (1987, 1992) - Guns N’ Roses (1992, 1993) - Helene Fischer (2013, 2015, 2018) | - Herbert Grönemeyer (2004) - Metallica (1993, 2014) - Midsummernight Concert mit Supertramp, Joe Cocker, Chris de Burgh (16. und 17. Juli 1983) - Michael Jackson (1988, 1997) - Pink Floyd (1988, 1994) - Prince (1990) - Rock in Basel Festival mit Chris de Burgh, U2, Joe Cocker, Rick Springfield, The Alarm, Gianna Nannini & The Primadonnas (1. Juni 1985) | - Rolling Stones (1982, 1990, 1995) - Simon & Garfunkel (1983, 2004) - Sonisphere Festival mit Judas Priest, Iron Maiden und vielen anderen (23. und 24. Juni 2011) - Tina Turner (1987, 1990, 1993, 1996) - U2 (1987, 1993) - ZZ Top (1991) |

Ebenfalls waren schon Verdis Monumentalopern Aida und Nabucco im St. Jakob-Park zu Gast.

## Galerie

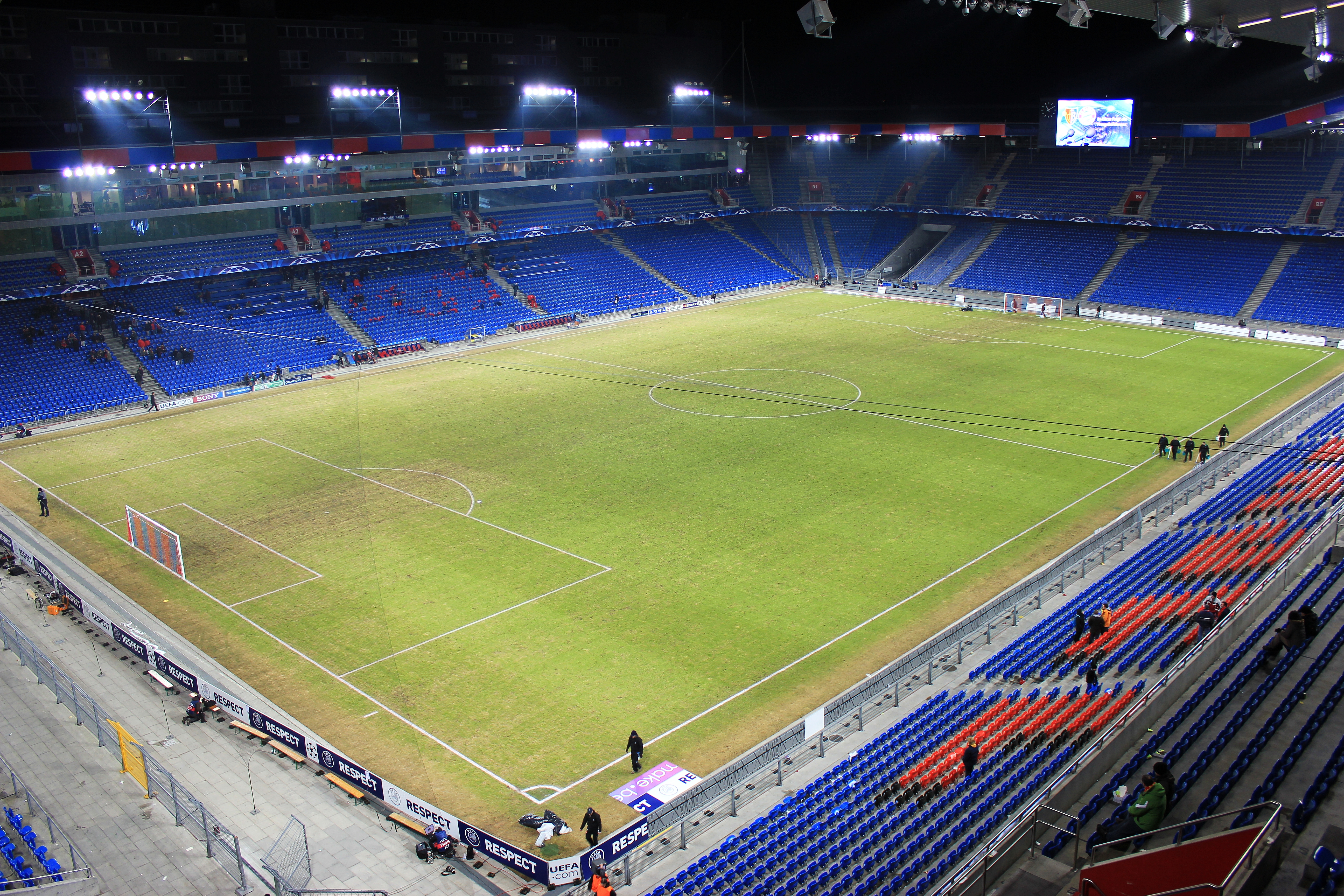
St.-Jakob-Park, innen
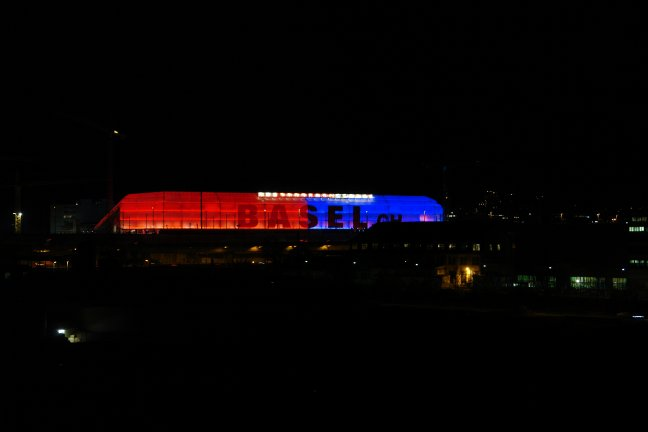
Die Galerie (Sektor G) bei Nacht beleuchtet in den Farben des FC Basel
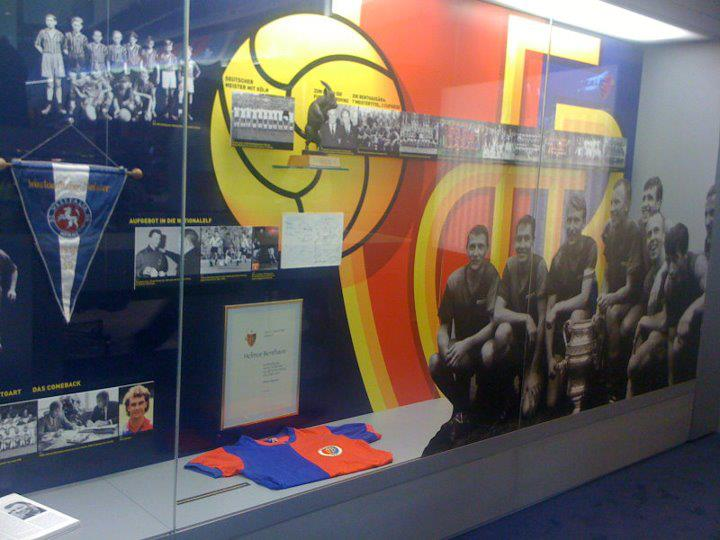
Innenansicht des FCB-Museums
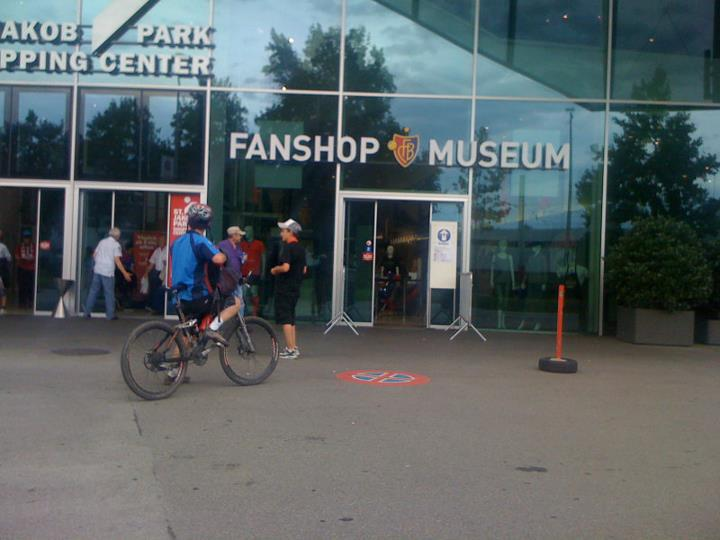
Fanshop mit Museum neben dem St. Jakob Park